# Klaus Link
Klaus Link (* 5. Juni 1948; † 21. Juli 2025) war ein deutscher Fußballspieler.

## Sportkarriere
Link spielte mit dem VfB Lübeck von 1966/67 bis 1969/70 vier Spielzeiten in der zweitklassigen Regionalliga Nord und absolvierte für die Grün-Weißen von der Lohmühle 106 Regionalligaspiele mit drei Toren. Er debütierte unter Trainer Heinz Lucas und erreichte mit Trainer Kurt Krause und Mitspielern wie Manfred Bomke, Horst Wenzel, Claus Schygulla, Hans-Jürgen Wittfoht, Siegfried Bronnert, Otto Hartz, Helmut Hosung und Rainer Waberski 1969 die Vizemeisterschaft im Norden und damit den Einzug in die Bundesliga-Aufstiegsrunde. Dort kam er auf weitere drei Einsätze.
Zur Saison 1970/71 nahm er das Angebot des Bundesligisten Rot-Weiss Essen an und wechselte an die Hafenstraße zu den Rot-Weißen. In der Saison 1970/71 stand er im Kader neben Hermann Erlhoff, Heinz Stauvermann und Peter Czernotzky. Bereits am 1. Spieltag gab er sein Debüt, als er in der 68. Spielminute eingewechselt wurde. Im Spiel gegen Hannover 96 kam er für Heinz Koch, beim Stand von 0:0. Nach Treffern für RWE von Walter Hohnhausen und dem Niederländer Willi Lippens gewann Essen 2:0. Bei seinem zweiten Einsatz in der Bundesliga, es war der 18. Spieltag, also das Rückspiel gegen H96 drehte sich das Blatt, diesmal war der Sieger Hannover (Endstand 3:1). Die Männer von der Hafenstraße stiegen als Tabellenletzter ab. Link verließ Essen und ging zum Röchling Völklingen.
Die drei nächsten Jahre spielte er in der Regionalliga Südwest. Im ersten Jahr wurde die Vizemeisterschaft hinter Borussia Neunkirchen gefeiert. In der anschließenden Aufstiegsrunde absolvierte Link alle acht Spiele, über die volle Spielzeit. Es ging unter anderem gegen seinen alten Verein RWE, der in der Weststaffel ebenfalls Vizemeister geworden war. Beide Partien gingen mit 1:2 verloren. Auch die weiteren Spiele gegen den FC St. Pauli und die Kickers Offenbach konnten nicht erfolgreich absolviert werden, lediglich ein Sieg gegen den Wacker 04 Berlin stand zu Buche. Somit verblieb Link mit seinem Club in der zweitklassigen Regionalliga. Im zweiten Jahr, 1972/73, wurde man unter Trainer Helmuth Johannsen wieder Vizemeister, diesmal hinter dem 1. FSV Mainz 05. In der Aufstiegsrunde reichte es nicht zum Aufstieg, Link hatte an der Seite von Mitspielern wie Jürgen Stars, Hans-Werner Kremer, Klaus Hommrich, Lothar Weschke, Horst Berg, Robert Pötzschke und Jürgen Fuhrmann aber wieder alle acht Spiele bestritten. Für Völklingen bestritt er 53 Spiele, in denen er drei Tore schoss. Insgesamt kam er auf 19 Einsätze in den Bundesliga-Aufstiegsrunden 1969, 1972 und 1973.
Die Saison 1973/74 stand unter dem besonderen Zeichen, dass es das letzte Jahr für die zweitklassige Regionalliga war, da der DFB die Einführung der 2. Bundesliga für das nächste Jahr beschlossen hatte. Link schloss sich dem SV Waldhof Mannheim in der Regionalliga Süd an. Er belegte unter Trainer Philipp Rohr und an der Seite der Mitspieler Günter Sebert und Wolfgang Böhni den siebten Rang und war damit für die neu geschaffene 2. Fußball-Bundesliga qualifiziert. In den nächsten beiden Jahren absolvierte der Defensivspieler 54 Spiele in der 2. Bundesliga und erzielte ein Tor für die Blau-Schwarzen vom Alsenweg.
Insgesamt wird Link mit 2 Spielen in der Bundesliga, 188 (6) Regionalliga, 19 BL-AR und 54 (1) Spielen in der 2. Bundesliga geführt.

## Weiterer Lebensweg
Nach seiner Sportkarriere war Link zunächst als Banker und Insolvenzverwalter tätig. Im August 1987 übernahm er die Leitung des Altenpflegezentrums Osthofen, das überwiegend schwerst pflegebedürftige alte Menschen betreut. Dieser Aufgabe widmete er sich mehr als 30 Jahre. Daneben entdeckte er seine Liebe für die Musik und vor allem den Gesang. Er nahm ein professionelles Stimmtraining auf und trat bevorzugt mit traditionellen Schlagern und beliebten Melodien vor älterem Publikum auf. Nach seinem Eindruck habe die Musik eine besonders positive Wirkung bei dieser Zielgruppe, insbesondere auch auf Demenzkranke, da sie Erinnerungen des Langzeitgedächtnisses anspräche. Neben Auftritten in sozialen Einrichtungen im weiteren Umkreis von Worms musizierte er auch auf öffentlichen Veranstaltungen wie dem Wormser Backfischfest, wofür er auch Stimmungslieder in seinem  Repertoire hatte. Fußball spielte er gelegentlich noch in der Altherren-Mannschaft des FC Ostova Osthofen. Kurzzeitig war er auch erster Vorsitzender des Nachfolgevereins FSV 03 Osthofen.
Klaus Link verstarb im Juli 2025 im Alter von 77 Jahren.